# Freeform
Freeform (anteriormente ABC Family) es un canal de televisión por suscripción estadounidense, propiedad la subsidiaria ABC Family Worldwide de Walt Disney Television, una división de The Walt Disney Company. Ofrece programación contemporánea e inclusiva, incluyendo series, películas, eventos y presentaciones de ABC, además de algunas reposiciones y programación sindicada.
La señal como tal se fundó como un canal religioso de la Christian Broadcasting Network, CBN Satellite Network. Posteriormente adquiriría una orientación familiar. En 1990 pasó a ser de la International Family Entertainment (IFE), quien la renombró como The Family Channel. En 1997 News Corporation y Saban Entertainment compran el canal siendo nuevamente renombrado como Fox Family Channel al año siguiente. En 2001 pasó a manos de Disney bajo el nombre ABC Family. El 6 de octubre de 2015, Disney-ABC Television Group anunció que ABC Family cambiaría su nombre a Freeform, adoptando oficialmente ese nombre el 12 de enero de 2016. Esto buscando captar una audiencia más variada que la actual, centrada en familias y adolescentes.
En enero de 2016, Freeform está disponible para 92 millones de hogares en los Estados Unidos. El presidente de la cadena depende del presidente de ABC Television Studios y ABC Entertainment.

## Historia
Desde que el canal fuese lanzado por primera vez el 29 de abril de 1977, ha sufrido varios cambios en su formato de programación y nombres bajo sus cuatro propietarios diferentes. La red se fundó como un canal religioso sin fines de lucro, la CBN Satellite Service, una extensión de la Christian Broadcasting Network del televangelista Pat Robertson. Se convirtió en una cadena de entretenimiento familiar en 1981.

Logotipo de Fox Family Channel, usado de 1998 a 2000.

Se escindió en una empresa con fines de lucro conocida como International Family Entertainment (IFE) en 1990, siendo conocido en ese entonces como The Family Channel. Como condición de esta escisión, se requirió contractualmente que el canal mantuviera las transmisiones del programa The 700 Club (presentado por Paterson) y un teletón anual el último domingo de enero; estas condiciones se han aplicado a todos los futuros propietarios del canal.

Fox Family Channel logotipo de 2000 a 2001; más tarde fue modificado como el logotipo inicial bajo la identidad de abc family (con el logotipo de "círculo" de ABC reemplazando la marca fox) de 2001 a 2003.

En 1997, IFE y Family Channel fueron adquiridos por una empresa conjunta entre News Corporation y Haim Saban, Fox Kids Worlwide (posteriormente Fox Family Worldwide). luego de una oferta de 1.8 billones de dólares. Esto resultó en su cambio de marca como Fox Family Channel el 15 de agosto de 1998. Los nuevos propietarios querían reposicionar el canal hacia los espectadores más jóvenes como un compañero de la popular Fox Kids Network. 
Fox Family se vendió a Disney en octubre de 2001 después de que la cadena comenzara a tener problemas como resultado de sus cambios. La familia de canales FOX de Fox Family Worldwide fuese vendida por 5.3 billones de dólares en octubre de 2001. La venta a ABC incluía a Fox Kids, que dotó al nuevo ABC Family con horas de programación para niños. El canal cambió su nombre a ABC Family un mes después, el 10 de noviembre de 2001.
La venta a ABC, propiedad de Disney, fue considerada uno de los más grandes misterios o problemas ocurridos durante la teneduria de Michael Eisner. El problema fue primeramente debido a la adquisición fue hecha por el departamento de planeamiento estratégico, sin consultar a nadie en ABC. El plan original fue utilizar el canal esencialmente para mostrar repeticiones de la programación de ABC, pero este plan fue completamente imposible ya que ABC no tenía derechos de sindicación para la mayoría de sus programas. Durante este tiempo, la cadena de canales mostró repeticiones y programación para niños.
El siguiente gran plan fue reposicionar el canal para adaptarlo a estudiantes universitarios, mujeres jóvenes, o una audiencia joven bajo el nombre XYZ, referencia reversiva a ABC. Disney se enteró de que el canal nunca podría cambiar a ese nombre. La venta de CBN contenía una estipulación de Robertson que especificaba que el nombre del canal debería contener el término "Family" por siempre, no importaba quien era dueño de la cadena. Para crear XYZ, "ABC Family" debería de dejar de existir - cancelando todos los contratos de televisión por suscripción con DirecTV y Dish Network - y XYZ debería ser creada como una nueva cadena. Las compañías de televisión por subscripción no estarían obligadas a transmitir XYZ en la vacante dejada por "ABC Family". ABC descartó la idea después de descubrir esto (en inglés).
El nombre fue revisado en 2003, sirviendo como un bloque titulado "The XYZ". Los programas y películas emitidos estaban dirigidos al público joven. La cadena sirvió como un bufer para quemar las series sin éxito de ABC, como All American Girl, con Spice Girl, Geri Haliwell.
En agosto de 2006, un estilo visual y un eslogan apareció en ABC Family: A New Kind of Family.

Primer logotipo de ABC Family, usado de 2001 a 2003.

Aunque el nombre, obviamente, implica programación familiar dentro de la parrilla de la programación del canal, hubo una abundancia de material que no era apropiado para menores de 13 años, como la serie de televisión (que está clasificada como TV-14). Como se mencionó anteriormente, la palabra "Family" era un requerimiento del contrato. Ni CBN ni Robertson prepararon acción legal alguna contra ABC por su camino hacia la programación anti-familiar.

Segundo y último logotipo como ABC Family, que se utilizó por más de 13 años entre 2003 y el 11 de enero de 2016.

El 31 de agosto de 2006, ABC Family transmitió Jetix por última vez como parte del plan de Disney de convertir todas las transmisiones de Jetix a Toon Disney. Jetix transmitió varios programas desde su debut en la cadena en 2002, que incluyó Medabots, Beyblade, Digimon, Daigunder, Get Ed, y muchos más. De su larga lista de programas, los Power Rangers fueron los más exitosos.
ABC Family es también reconocida por ofrecer tráileres de películas a punto de salir a las carteleras, como lo hizo con Harry Potter y la Orden del Fénix, Hairspray y Stardust.
La cadena también es reconocida por su bloque de programación en Navidad. Entre su programación más ambiciosa están sus "25 Days of Christmas" (25 días de Navidad), que cambia el prime-time y los programas del fin de semana por programación navideña, de la cual la cadena posee una larga biblioteca. Muchos de esta incluyen programación de su predecesor, Fox Family, y películas largas, usualmente, dos películas nuevas hechas para televisión, cada año. También hay "13 Nights of Halloween" (13 noches de Halloween) que consiste en 13 días de películas de horror y suspenso, generalmente de variedad para mantener la imagen pro-familia.
ABC Family también es conocida por comprar derechos de películas extranjeras que no se dieron bien en sus países de origen, y renombrándolas para establecer una base de fanes más grande, algunas de esas películas son: Slap Her... She's French (renombrada como She Gets What She Wants), The List, Lovewrecked y Full of It (renombrada como Big Liar on Campus).
El popular show Kyle XY le dio al canal la mayor cantidad de espectadores en la historia de la cadena.
ABC Family ha estado generando altos niveles de espectadores con sus eventos de películas de fin de semana. El "Harry Potter weekend" (Fin de Semana de Harry Potter) generó uno de los más altos niveles de espectadores del 2007, así como el "Sound of Music weekend" (Fin de semana del sonido de la música).
En 2008, la cadena lanzó un canal de Alta Definición. Además, en octubre de 2007 la cadena le dio a su portal en internet un aspecto más digital, más contenido, y otras mejoras.
Después de las controversiales opiniones emitidas por el conductor del programa The 700 Club, Pat Roberson acerca de Hugo Chávez, los homosexuales, los feministas, los musulmanes, el aborto, y otros problemas sociales, "ABC Family" cambió las advertencias antes, durante y después de la transmisión de "The following/preceding program is brought to you by CBN" (El siguiente/anterior programa llegó hasta ti gracias a CBN) a "The following/preceding CBN telecast does not reflect the views of ABC Family" (La siguiente/anterior transmisión de CBN no refleja el punto de vista de "ABC Family").[cita requerida]

## Cambio de ABC Family

Primer logotipo de Freeform, que se utilizó por más de 2 años entre 2016 y el 5 de marzo de 2018.

Logotipo de Freeform del 5 de marzo de 2018 al 11 de septiembre de 2022.

El 3 de diciembre de 2014, un artículo en la revista Variety, informaba que los ejecutivos de ABC Family proponían un relanzamiento de la señal en 2015, que incluía un cambio de nombre del canal, un rediseño del paquete gráfico (en sustitución al del uso desde 2006), o una expansión de la programación que atraiga más un público millennial-skewing entre las opciones. Durante el upfront de presentación del canal 2015-16, el 14 de abril de 2015, los ejecutivos de ABC Family anunciaron que se enfocarían en los adolescentes y adultos jóvenes entre las edades de 14 y 34 años - un término representado como  "becomers", en lugar del estándar "Millennials" .
El 6 de octubre de 2015, Disney-ABC Television Group anunció que ABC Family cambiaría su nombre a Freeform. El cambio entró en vigencia el 12 de enero de 2016, fecha en que se estrenó la sexta temporada de Pretty Little Liars y la nueva serie original Shadowhunters.